# Зграда старе железничке станице у Ваљеву
Зграда старе железничке станице у Ваљеву, саграђена у првој деценији 20. века по типском пројекту за железничке станице. Зграда је споменик културе од изузетног значаја.

## Изглед
Једноспратна зграда железничке станице је највећа на старој прузи Ваљево – Београд, има издужену правоугаону основу са јасно наглашеним ризалитама на подужним странама и приземним анексом на источној страни. Пројектована је као грађевина у слободном простору са све четири видљиве фасаде због специфичне локације у центру града на исти начин конципиране су обе подужне фасаде. Северна окренута прузи има три улаза за комуникацију са пероном, а на јужној која гледа према граду смештен је главни портал. Изведене су у духу академизма, са декоративном пластиком око отвора и хоризинталним канелурама на приземном делу. Строга симетрија фасадних платана наглашена је ризалитима који се завршавају високим калканима. Бочне стране завршавају се такође забатима који имају розете у средини. Станица је стављена у функцију 1908. године, када је прорадила пруга Вељево – Забрежје. Престанком рада пруге Ваљево – Београд зграда губи своју првобитну намену, али задржава првобитни изглед.